# Y (album)
Y è il primo album in studio del gruppo musicale britannico The Pop Group, pubblicato nel 1979.

## Descrizione
Forse l'album più ostico pubblicato nel Regno Unito durante la prima ondata punk, Y mescola punk rock, funk, dub, reggae e free jazz, istanze etniche ed elementi sintetici senza concedere spazio alle melodie, e presenta testi polemici e dalla forte connotazione militante.

## Accoglienza
| Recensione     | Giudizio |
| -------------- | -------- |
| Piero Scaruffi |          |

Y è considerato uno dei capolavori del post-punk e tra i dischi più rivoluzionari dell'intera storia del rock. Nel loro libro dedicato ai cinquecento "dischi rock fondamentali", Eddy Cilìa e Federico Guglielmi asseriscono che, quelle di Y, sono "canzoni apparentemente confusionarie ma in realtà frutto di un disegno unitario lucido, compatto e privo di compromessi, le cui intuizioni si estendono in ogni direzione, dalla new wave ai futuri hip e trip hop." Inoltre, i due autori apprezzano brani dalle liriche politicizzate quali Blood Money e Don't Call Me Pain, che ritengono "così acuti nel criticare il modello di vita occidentale da risultare inquietantemente attuali anche in tempo di globalizzazione e G8".
Piero Scaruffi considera Y il ventitreesimo album rock migliore di sempre e dichiara che si tratta di uno "straordinario incrocio fra seduta psicanalitica, viaggio psichedelico, messa pagana e reportage di musica-verita".
L'album è stato inserito nella 35ª posizione della classifica dei migliori 100 album degli anni settanta della rivista Pitchfork.
La rivista Rumore dichiara che l'album è "l'origine del suono di Bristol e di tante emozioni forti degli anni 80". Tim Cooper di Louder Than War ritiene che "si sente spesso qualcuno dire con aria di ammirazione che un disco suona 'come niente prima e dopo' e spesso si tratta di una grossa esagerazione (...) E tuttavia nel caso di Y (...) l'encomio è palpabilmente veritiero."

## Formazione
- Gareth Sager
- Mark Stewart
- Bruce Smith
- Simon Underwood
- John Waddington

## Tracce
1. She Is Beyond Good and Evil (brano presente solo nella versione CD) – 3:23
2. Thief of Fire – 4:35
3. Snow Girl – 3:21
4. Blood Money – 2:57
5. We Are Time – 6:29
6. Savage Sea – 3:02
7. Words Disobey Me – 3:26
8. Don't Call Me Pain – 5:35
9. The Boys from Brazil – 4:16
10. Don't Sell Your Dreams – 6:40